# Disneyficação
No campo da sociologia, o termo disneyficação, disneyização ou ainda disneylização, descreve a transformação comercial das coisas (por exemplo, do entretenimento) ou de ambientes em algo simplificado, controlado e "seguro" — uma reminiscência da marca Walt Disney (como suas mídias, parques, etc.).
O termo descreve amplamente os processos de retirar um lugar ou coisa real de seu caráter original e representá-lo em um formato higienizado: referências a qualquer coisa negativa são removidas e os fatos são simplificados com a intenção de tornar o assunto mais agradável e facilmente compreensível. No caso de lugares físicos, isso envolve a substituição do real por uma aparência idealizada, adequada e amigável para o turista, semelhante às atrações da "Main Street, U.S.A. [en]" nos parques temáticos da Disney.
Com base na rápida globalização ao estilo ocidental e nos estilos de vida consumistas, o termo disneyficação é mais usado depreciativamente para sugerir a homogeneização social e cultural das coisas. Nesse sentido, disneyficar algo “significa traduzir ou transformar um objeto em algo superficial e até simplista”. A disneyficação também pode ser usada para descrever a internacionalização da cultura de massa estadunidense; a noção de entretenimento que é maior, mais rápida e melhor, mas com uniformidade mundial americanizada.
Mais especificamente, alguns podem usar o termo disneyficação para associar a uma declaração sobre os produtos culturais da própria empresa Disney, denotando o processo geral de transformar o material (um conto de fadas, romance, evento histórico) em um formato padronizado que é reconhecível como sendo um produto da Walt Disney Company.

## Desenvolvimento
O termo disneyficação (disneyfication em inglês) apareceu pela primeira vez em 1959, enquanto disneyização foi cunhado por Peter K. Fallon da Universidade de Nova Iorque.
O primeiro termo foi popularizado por Alan Bryman em The Disneyization of Society (2004), no qual ele o descreveu como "o processo pelo qual os princípios dos parques temáticos da Disney estão dominando cada vez mais setores da sociedade estadunidense, bem como o resto do mundo." Embora os dois sejam amplamente usados como sinônimos, Bryman declara sua preferência pelo termo disneyização em vez de disneyficação porque considera o última como acompanhado de conotações negativas.
Bryman descreveu quatro dimensões da disneyização em particular:
- Tema — onde uma instituição ou objeto é colocado em uma narrativa que, em sua maioria, não está relacionada com a instituição ou objeto ao qual é aplicado. Exemplo: restaurantes temáticos (por exemplo, Rainforest Cafe) ou hotéis temáticos na Las Vegas Strip.
- Consumo híbrido — onde várias formas de consumo associadas a diferentes setores tornam-se "interligadas". Exemplo: restaurantes da IKEA e Costco.
- Merchandising — promoção e venda de bens ou serviços com objetos que contenham imagens e/ou logotipos protegidos por direitos autorais. Exemplo: roupas, canetas e papelaria com a marca da cidade de Nova York.
- Trabalho performativo — tornando os funcionários não apenas provedores de serviços, mas também de entretenimento; em outras palavras, o trabalho de serviço de linha de frente é transformado em uma performance.

O filósofo francês Jean Baudrillard (que escreve sobre a natureza da realidade e a hiper-realidade) chamou a Disneylândia de "o lugar mais real dos Estados Unidos", porque não pretende ser nada mais do que realmente é, um parque temático. Em seu ensaio "Simulacros e Simulação", ele escreve:
A Disneylândia se apresenta como imaginária para nos fazer acreditar que o resto é real, quando na verdade toda Los Angeles e toda a América que a cerca não são mais reais, mas da ordem do hiper-real e da simulação.— Jean Baudrillard
Ele também criticou a natureza corporativa oculta da empresa em seu livro de 1986, America:
Toda a filosofia de Walt Disney come na sua mão com essas pequenas criaturas sentimentais em casacos de pele cinza. De minha parte, acredito que por trás desses olhos sorridentes espreita uma fera fria e feroz nos espreitando com medo.
O escritor Andre Kehoe descreve a 'disneyzação' como uma "cultura falsa imposta o tempo todo às pessoas pela mídia", que é uma séria interferência no pensamento livre e, portanto, na ação livre".